# Shiing-Shen Chern
Shiing-Shen Chern ( s: 陈省身, t: 陈省身, pinyin: Chen Xǐngshēn) (Jiaxing, 26 oktober 1911 - Tianjin, 3 december 2004) was een Chinees-Amerikaans wiskundige, een van de leiders op de gebieden van de differentiaalmeetkunde- en differentiaaltopologie in de twintigste eeuw.